# Adenostoma sparsifolium
Adenostoma sparsifolium es una especie de árbol o arbusto perteneciente a la familia de las rosáceas que se encuentra en las laderas secas o chaparral del sur de California y norte de Baja California.

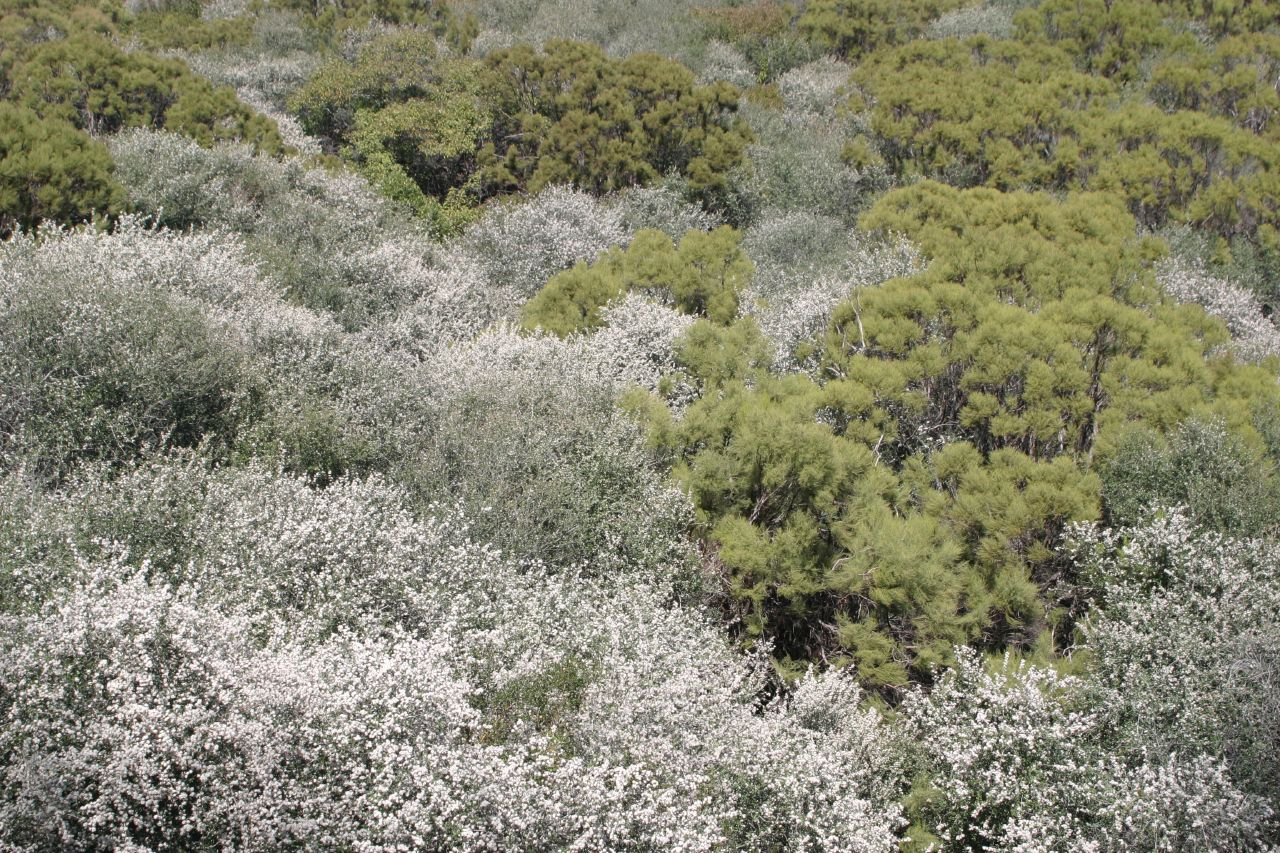
En su hábitat con Ceanothus megacarpus

## Descripción
Las ramas que caen o las cintas de la corteza son una de las características más importantes del árbol Adenostoma sparsifolium. Está estrechamente relacionada con el más abundante chamizo (Adenostoma fasciculatum).

## Taxonomía
Adenostoma sparsifolium fue descrita por John Torrey y publicado en Notes of a Military Reconnoissance 140. 1848.
Etimología
Adenostoma: nombre genérico que deriva de las palabras griegas: adeno = "glándula", y estoma = "boca", en referencia a las 5 glándulas en la boca de los sépalos.
sparsifolium: epíteto latíno que significa "con escasas hojas".